# اچ‌ام‌ای‌اس لابوآن (ال۳۵۰۱)

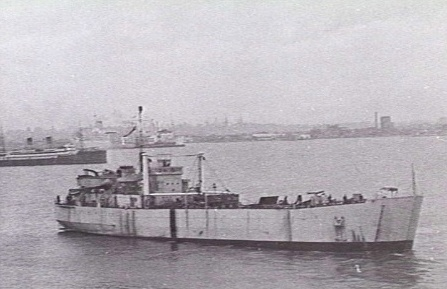
اچ‌ام‌ای‌اس لابوآن در سال ۱۹۴۹

اچ‌ام‌ای‌اس لابوآن (ال۳۵۰۱) (به انگلیسی: HMAS Labuan (L3501)) یک کشتی بود که طول آن ۳۴۵ فوت (۱۰۵ متر) بود. این کشتی در سال ۱۹۴۴ ساخته شد.